# Борго Бреда (Тревизо)
Борго Бреда је насеље у Италији у округу Тревизо, региону Венето.
Према процени из 2011. у насељу је живело 28 становника. Насеље се налази на надморској висини од 121 м.